# South Milwaukee
South Milwaukee es una ciudad ubicada en el condado de Milwaukee en el estado estadounidense de Wisconsin. En el Censo de 2010 tenía una población de 21.156 habitantes y una densidad poblacional de 1.699,27 personas por km².

## Geografía
South Milwaukee se encuentra ubicada en las coordenadas 42°54′46″N 87°51′44″O / 42.91278, -87.86222. Según la Oficina del Censo de los Estados Unidos, South Milwaukee tiene una superficie total de 12.45 km², de la cual 12.43 km² corresponden a tierra firme y (0.17%) 0.02 km² es agua.

## Demografía
Según el censo de 2010, había 21.156 personas residiendo en South Milwaukee. La densidad de población era de 1.699,27 hab./km². De los 21.156 habitantes, South Milwaukee estaba compuesto por el 91.65% blancos, el 2.04% eran afroamericanos, el 0.82% eran amerindios, el 1.1% eran asiáticos, el 0.01% eran isleños del Pacífico, el 2.14% eran de otras razas y el 2.24% pertenecían a dos o más razas. Del total de la población el 8.03% eran hispanos o latinos de cualquier raza.